# 대한민국 민사소송법 제2조
대한민국 민사소송법 제2조는 보통재판적에 대한 민사소송법조문이다.

## 조문
제2조 (보통재판적) 소는 피고의 보통재판적이 있는 곳의 법원이 관할한다.

## 참조조문
제31조(전속관할에 따른 제외) 전속관할(專屬管轄)이 정하여진 소에는 제2조, 제7조 내지 제25조, 제29조 및 제30조의 규정을 적용하지 아니한다.

## 비교 조문
일본민법 제4조 (보통재판적에 의한 관할) 1. 소송은 피고의 보통재판적의 소재지를 관할하는 법원의 관할에 속한다.

## 사례
- 공정거래위원회는 "...만약 본 계약과 관련하여 법률적인 판단이 필요할 때에는 “갑”의 소재지 사법기관에서만 할 수 있다"와 “갑”과 “을”의 분쟁 시 “갑”의 관할 소재지 법원으로 정한다."처럼 국제결혼중개업체가 법적 분쟁이 발생할 경우 일방적으로 사업자의 소재지 법원을 관할 법원으로 정한 것이 민사소송법 제2조의 ‘피고’의 보통 재판적 관할보다 불리해서 고객에게 불이익을 줄 수 있다 보았다[1].
- 노피구 씨(부산 해운대구 거주)는 중고 축구공을 판매한 뒤, 공에 하자가 있었다며 김원구 씨(서울 강남구 거주)로부터 손해배상 청구 소송을 당했다. 원구 씨는 서울에 있는 법원에 소장을 제출했습니다. 이에 피구 씨는 자신의 주소지인 부산의 법원이 관할이므로, 서울 법원은 관할권이 없다고 주장했다. 이 경우 피고인 피구 씨의 주소지인 부산 해운대구가 보통재판적이므로, 이 사건은 부산지방법원이 관할하며 서울 법원은 관할이 없으며, 사건은 관할 위반으로 이송될 수 있다.

## 판례
- 외국의 사법적 행위에 대하여 우리나라 법원의 재판권이 인정된다[2]
- 한미행정협정상 '계약에 의한 청구권'의 범위는 계약의 당사자의 미합중국에 대한 계약의 이행 청구와 계약 불이행을 원으로 한 손해배상 청구뿐만 아니라, 계약의 체결 및 이행 사무를 담당하는 미합중국 군대의 구성원이나 고용원 등이 계약의 체결 및 이행과 직접 관련하여 행한 불법행위를 원인으로 한 계약 상대방의 손해배상 청구도 포함된다[3]
- 섭외사건에 관하여 국내의 재판관할을 인정할지의 여부는 국제재판관할에 관하여 조약이나 일반적으로 승인된 국제법상의 원칙이 아직 확립되어 있지 않고 이에 관한 우리 나라의 성문법규도 없는 이상 결국 당사자간의 공평, 재판의 적정, 신속을 기한다는 기본이념에 따라 조리에 의하여 이를 결정함이 상당하다 할 것이고, 이 경우 우리 나라의 민사소송법의 토지관할에 관한 규정 또한 위 기본이념에 따라 제정된 것이므로 위 규정에 의한 재판적이 국내에 있을 때에는 섭외사건에 관한 소송에 관하여도 우리 나라에 재판관할권이 있다고 인정함이 상당하다[4].

## 같이 보기
- 국제사법
- 관할